# Гулен (усадьба)
Гулен (фр. Chateau de Goulaine) — замок XV-XVII веков и винодельня (шато) в долине Луары, в коммуне От-Гулен (17 км от Нанта). Некоторые источники позиционируют его как старейшее винодельческое хозяйство в мире. Замок Гулен с 1913 года классифицируется как исторический памятник.

## История

Герб семьи Гулен

Первое укрепление на территории, принадлежавшей семье Гулен, было возведено ещё в X веке. Первым известным документально владельцем замка был бретонский феодал Жан I де Гулен. Сама территория замка принадлежала в те времена Бретани.
В XII веке замок принадлежал Матьё де Гулену. В то время он являлся посредником между французским и английским королями и получил герб с лилиями от Франции и герб с леопардами от Англии. Таким образом у семьи де Гулен появился объединённый герб, и она является единственной не королевской семьей, обладающей королевским гербом.
С XIV-XV века семья Гулен активно расширяла территорию своих владений, вступая в браки с соседними кланами, увеличивая пастбища и виноградники, и к концу XV века площадь была увеличена настолько, что в состав вошли земли от Ле-Фауэта до Анжу, а со временем достигла 30 тысяч гектаров.
В конце XV века здание было существенно перестроено, и на месте средневековой постройки был возведен величественный замок в стиле ренессанс. В 1621 году королём  Людовиком XIII главе рода был дарован титул маркиза.
Доподлинно не известно, с какого времени семья Гулен начала производить вино в коммерческих целях. В преддверии революции, в 1788 году, Гулены продали свой замок со всеми землями и виноградниками голландскому купцу. Вернуть в собственность владения семьи Гулен удалось лишь в 1858 году.

## Туризм

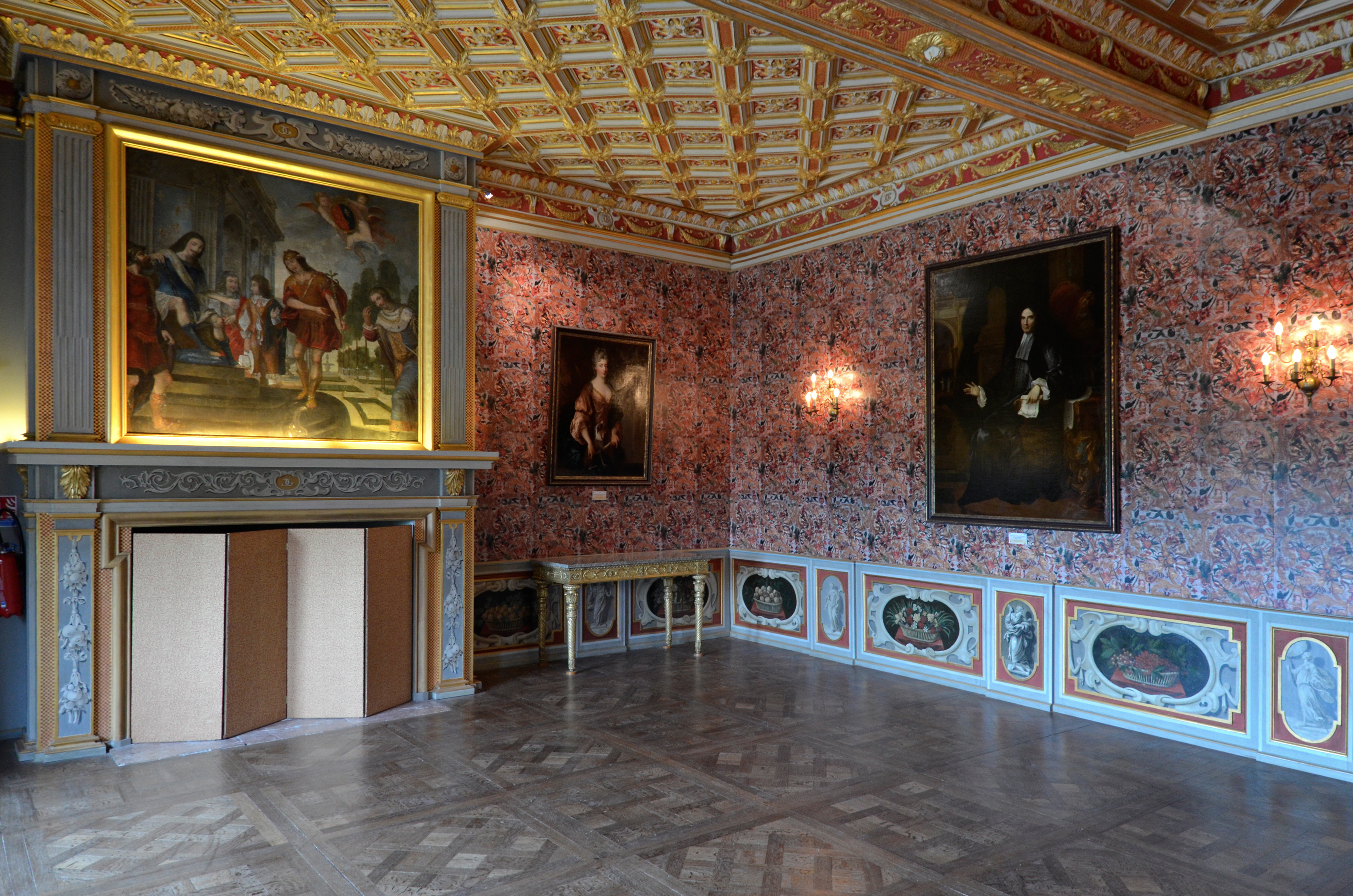
Интерьер после реконструкции

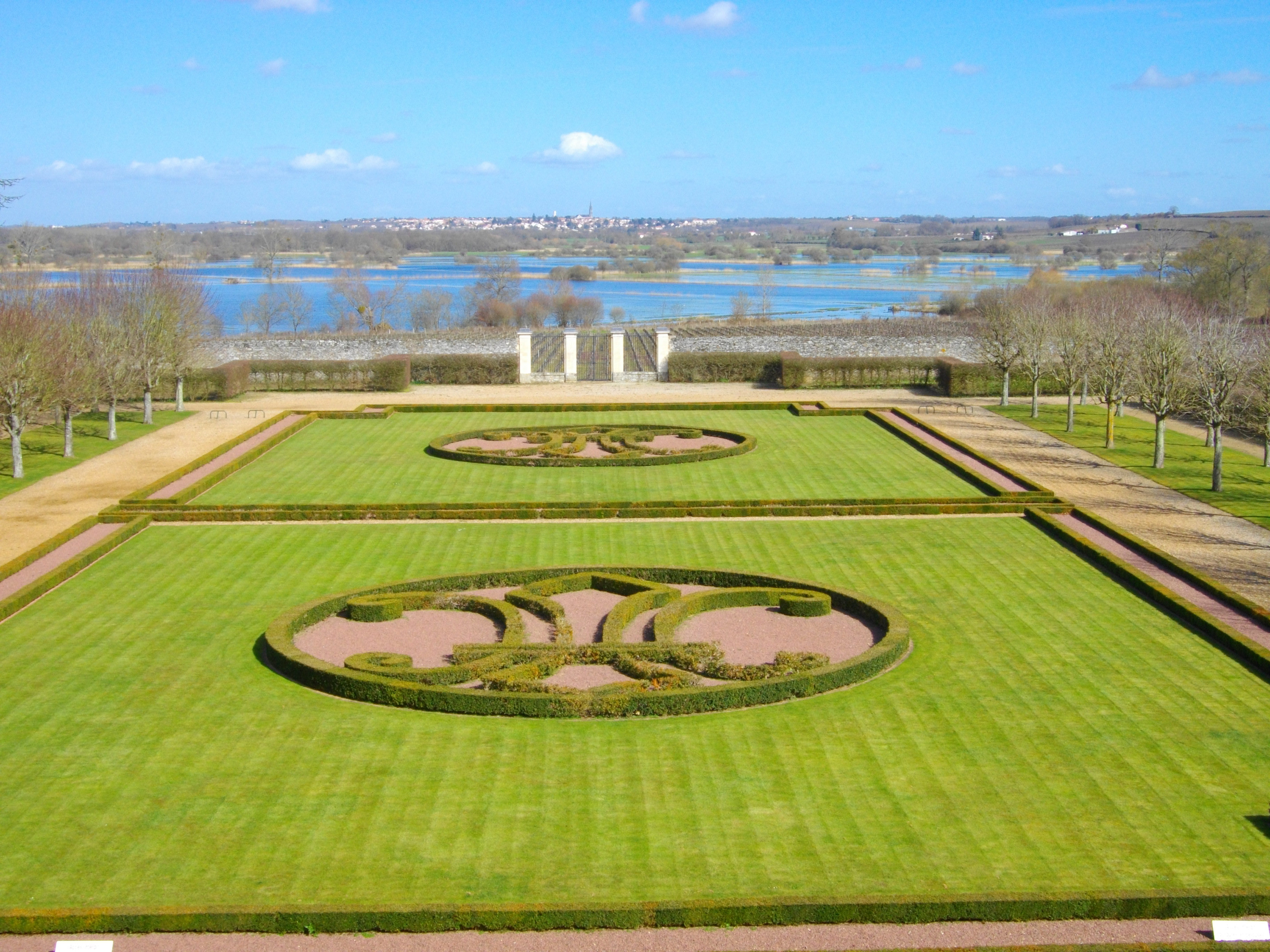
Парк на берегу Луары

В 1956 году замок был выкуплен маркизом Робером де Гуленом у своего дяди, представителя младшей ветви рода. В течение 50 лет маркиз реставрировал замок, восстанавливал виноградники и приводил в порядок финансовые дела, после чего шато открылось для посещения туристов.
Одна часть замка отведена для семьи, а другая открыта для посетителей, которые могли останавливаться в замке, гулять по погребам, а также проводить торжественные мероприятия.
Кроме примечательной архитектуры и роскошного оформления интерьеров замок привлекателен для туристов «домом тропических бабочек». Оранжерея была построена маркизом в 1984 году. В ней был воссоздан экваториальный климат, комфортный для произрастания тропических растений, и она была заселена тысячами бабочек разных видов. Оранжерея позже была закрыта.
В настоящее время в одной из частей замка расположен официальный музей известной французской марки-производителя кондитерских изделий LU.

## Бренд Marquis de Goulaine
Робер де Гулен зарегистрировал товарный знак Marquis de Goulaine 7 июля 1977 г. Позднее была зарегистрирована производственная компания Goulaine SA и товарный знак вина мюскаде Marquise de Goulaine, для которого используется сорт винограда Мелон де Бургон (фр. melon de bourgogne). Помимо мюскаде, Château de Goulaine производит розовое вино Rosé d’Anjou и немного Vouvray и Sancerre. Владельцы шато утверждают, что на его территории было выращено первое коммерческое шардоне.
В 1996 году бренд Marquis de Goulaine был выкуплен на тот момент ведущим в долине Луары производителем Vinival. В 2004 году виноградниками Нанта заинтересовался гигант GCF (Les Grands Chais Des France), оборот которой в 2003 году составил 442 миллиона евро. Таким образом, вино Маркиз де Гулен производится теперь компанией GCF, крупнейшим производителем и экспортером вина на сегодняшний день.